# Park Ji-min
Park Jimin (hangul: 박지민, hanja: 朴志 珉; Busan, 13 d'octubre de 1995), conegut simplement com a Jimin (hangul: 지민), és un cantant, ballarí, coreògraf i model sud-coreà. És membre del grup BTS des de 2013, on ocupa el lloc de vocalista co-principal i segon ballarí principal

## Vida i carrera

### Primers anys i educació
Park Jimin (coreà: 박지민) va néixer el 13 d'octubre de 1995 al districte de Geumjeong, Busan, Corea del Sud. La seva família més propera inclou la seva mare, el seu pare i un germà petit. Quan era un nen, va assistir a l'escola primària Hodong de Busan ia l'escola mitjana Yonsan. Durant l'escola secundària, va assistir a Just Dance Academy i va aprendre dansa popping i locking. Abans de convertir-se en alumne, Jimin va estudiar dansa contemporània a l'Escola Superior d'Arts de Busan i va ser un dels millors estudiants del departament de dansa moderna. Després que un professor li va suggerir una audició amb una companyia d’entreteniment, el va portar a Big Hit Entertainment. Un cop va aprovar les audicions el 2012, es va traslladar a Korean Arts High School i es va graduar el 2014.
Jimin es va graduar a la Global Cyber University a l'agost de 2020, amb una especialitat en radiodifusió i entreteniment. A partir del 2021, es va matricular a la Universitat Cibernètica Hanyang i va cursar un Màster en Administració d'Empreses en Publicitat i Mitjans de Comunicació.

### BTS
El 13 de juny de 2013, Jimin va debutar com a membre de BTS amb el llançament del senzill "No More Dream". Al grup, Jimin ocupa el lloc de vocalista i ballarí. Sota BTS, ha publicat diverses cançons en solitari, d'entre elles: "Lie", "Serendipity" i "Filter". "Lie" es va publicar el 2016, com a part del segon àlbum d'estudi coreà del grup, Wings. Va ser descrit com impressionant i dramàtic, que transmetia tons i emocions fosques que ajudaven a reflectir el concepte general de l'àlbum. En canvi, "Serendipity", llançat a Love Yourself: Her (Her) (2017), va ser suau i sensual, desvetllant l'alegria, la convicció i la curiositat de l'amor. "Filter", de l'àlbum d'estudi del grup 2020, Map of the Soul: 7, era molt diferent del seu predecessor, amb un toc de llatí pop-esque diferent i lletres que es reflectien en els diferents costats de si mateix que Jimin mostra al món i els que l'envolten.
"Serendipity" i "Lie" van superar els cinquanta milions de reproduccions a Spotify el 2018, seguides poc després per la versió completa del primer de l'àlbum recopilatori Love Yourself: Answer (2018) de BTS, que va assolir la fita a principis del 2019. Amb això, Jimin va establir un nou rècord, ja que l'únic artista coreà que va comptar amb tres temes en solitari que van acumular més de 50 milions de reproduccions cadascuna; anteriorment, Psy va ser l'únic artista coreà que va superar els 50 milions de corrents amb "Gangnam Style" (2012) i "Gentleman" (2013). Ambdues cançons també van ser els únics solos d'un membre de BTS inclòs a la llista de les 20 millors cançons de BTS més transmeses del Regne Unit a l'Official Chart Company a l'octubre de 2018, situant-se en el número 17 i 19 respectivament. A l'abril de 2019, la llista es va ampliar per reflectir els 40 primers llocs, i els dos temes es van classificar en els números 18 i 20 respectivament, la més alta de les cinc cançons en solitari incloses aquell any.

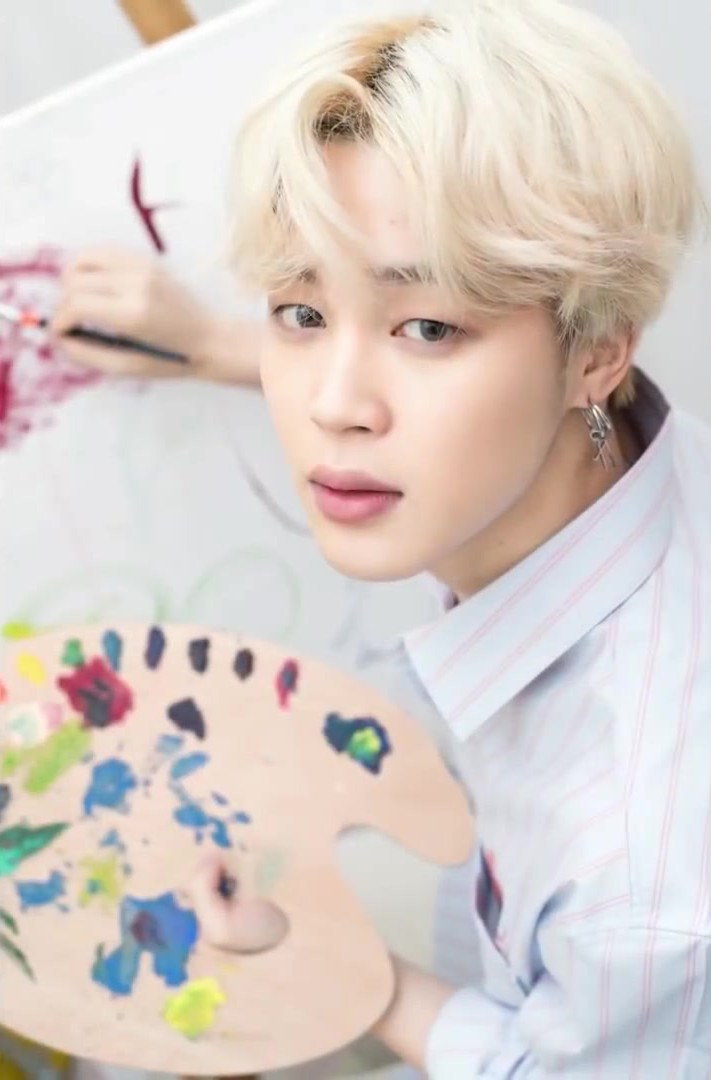

Al maig de 2019, Jimin es va convertir en el primer membre de BTS a aconseguir que un vídeo musical en solitari aconseguís 100 milions de visualitzacions a YouTube amb "Serendipity". Va ser el dinovè vídeo musical de BTS en general per aconseguir la fita. Va ser l'únic membre de BTS amb diverses cançons en solitari a l'actualització de gener de 2020 de la llista dels 40 millors de la llista oficial. "Lie" i "Serendipity" van ser el segon i el tercer solos més transmesos als números 24 i 29, darrere de només "Euphoria" de Jungkook al número 19. La versió completa de "Serendipity" va debutar al número 38, darrere de "Intro: Boy Meets Evil "de J-Hope al número 35 però per davant de" Trivia: Seesaw "de Suga al número 39. Al febrer, "Filter" va establir el rècord del debut en streaming més gran de totes les cançons coreanes a Spotify amb més de 2,2 milions de transmissions en les seves primeres 24 hores de llançament i es va convertir en el solo coreà més ràpid de la història de la plataforma en superar les 20– 60 milions de corrents. També és el primer i únic tema en solitari de la banda B de BTS que rep una nominació a la Cançó de l'Any als Gaon Chart Music Awards. Al març de 2021, "Filter" ha passat 53 setmanes a la llista de vendes de cançons digitals mundials de Billboard: és la 15a cançó de BTS que passa un any complet al rànquing.
El president de Corea del Sud va concedir a Jimin l’Orde del Mèrit Cultural de Hwagwan de cinquena classe el 2018, juntament amb altres membres de BTS per les seves contribucions a la promoció de la cultura coreana.

### Treball en solitari
El 2014, Jimin va col·laborar amb el seu vocalista i membre de BTS Jungkook en una cançó anomenada "Christmas Day", una interpretació coreana de "Mistletoe" de Justin Bieber, les lletres coreanes van ser escrites pel mateix Jimin. Els dos van col·laborar de nou el 2017 per a una portada de "We Don't Talk Anymore" (2016) del cantant nord-americà Charlie Puth, amb Jimin cantant les parts de Selena Gómez que va aparèixer a l'original amb Puth. Jungkook havia publicat anteriorment una versió en solitari de la cançó a principis d'aquest mateix any al febrer, i els dos van preparar el duet com a regal especial per a l'afició del grup, llançant-lo el 2 de juny durant les celebracions del quart aniversari de BTS.En comentar l'aparició de Jimin a la pista, Teen Vogue va escriure que "afegir la veu de Jimin a la barreja fa que la interpretació sigui encara més bonica". La revista canadenca Flare també va elogiar la seva interpretació dient: "... sense ombra, Selena, sincerament podria ser millor que l'original". Elite Daily va descriure la portada com "res menys que impecable".

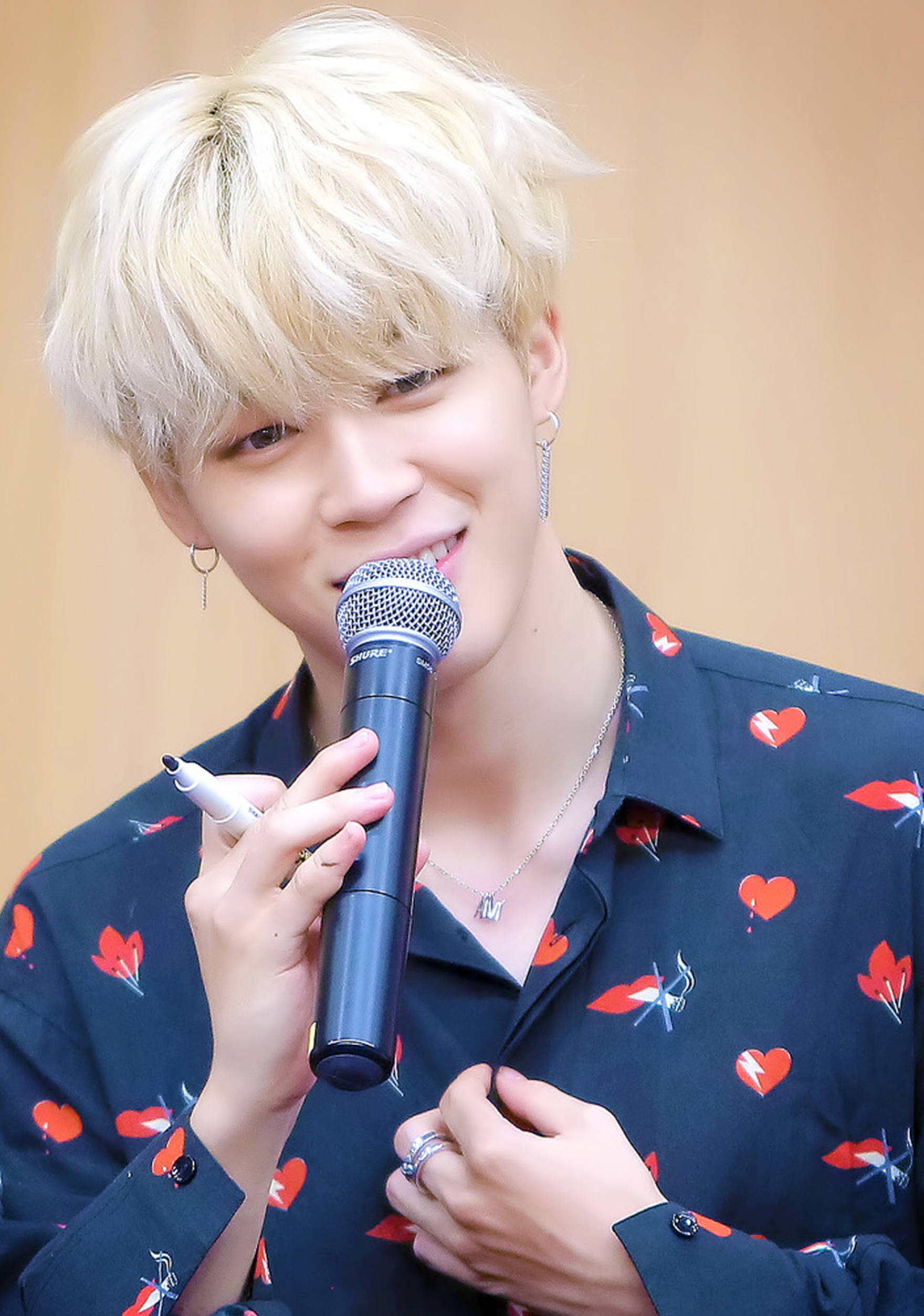

Jimin va aparèixer en diversos programes de varietats, com Hello Counselor, Please Take Care of My Refrigerator i God Workplace el 2016. També va exercir com a MC especial en programes de música nacionals com ara Show! Music Core i M Countdown. Al desembre, va participar en un duet de ball al KBS Song Festival amb Taemin de Shinee.
El 30 de desembre de 2018, Jimin va llançar la seva primera cançó en solitari fora de les versions de BTS, "Promise", de forma gratuïta a la pàgina SoundCloud de BTS. El 3 de gener de 2019, la plataforma va anunciar que "Promise" havia superat el rècord establert pel "Duppy Freestyle" de Drake per al debut més gran de 24 hores de la història. Descrita per Billboard com una "melada balada pop", la cançó va ser composta per Jimin i el productor de Big Hit Slow Rabbit, que també va produir el tema, i compta amb lletres escrites per Jimin i el seu company membre de BTS RM. El 24 de desembre de 2020, Jimin va llançar el seu segon esforç en solitari "Christmas Love", una cançó sobre els records de la seva infància de les vacances.

## Artista
La veu de Jimin ha estat descrita com a delicada i dolça, és tenor sovint considerat contratenor. És considerat un ballarí excepcional entre els membres del grup i en K-pop en general. Noelle Devoe d'Elite Daily va escriure que sovint és elogiat pels seus "moviments suaus i elegants", així com pel seu encant a l'escenari. En el documental de BTS Burn the Stage, Jimin va dir que es pensa en si mateix com un perfeccionista i que fins i tot els més petits errors a l'escenari el fan sentir culpable i estressat.
Ha citat el cantant Rain com una de les seves inspiracions i motius pels quals volia convertir-se en cantant i intèrpret.

## Impacte i influència

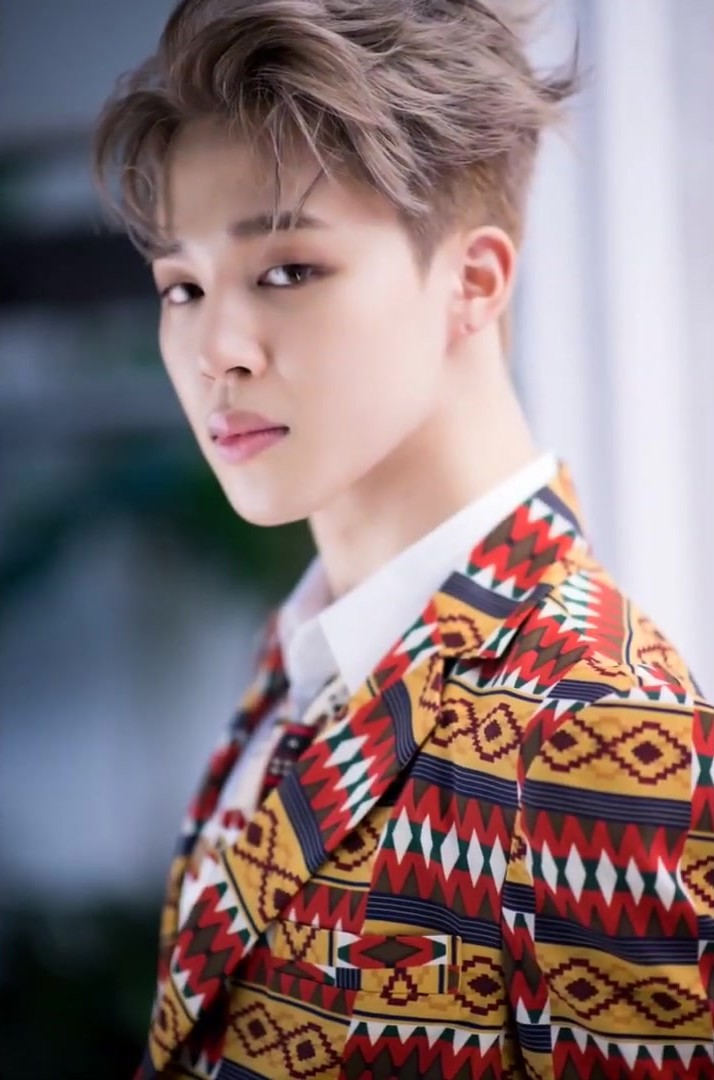

El 2016, Jimin va ser classificat com el 14è ídol més popular en una enquesta anual realitzada per Gallup Korea. Va ocupar el 7è lloc el 2017, abans de classificar-se 1r consecutivament el 2018 i el 2019. Jimin és l'únic ídol que va encapçalar l'enquesta durant dos anys consecutius. El 2018, Jimin va ser el novè més publicat sobre celebritats i el vuitè més publicat sobre músics del món. Va ser escollit com el dissetè millor membre de la banda de la història per The Guardian. De gener a maig de 2018, Jimin va guanyar el premi Peeper x Billboard mensual per "Top K-Pop Artist - Individual". Peeper x Billboard és una col·laboració entre l’aplicació de xarxes socials Peeper i Billboard Korea que recopila vots dels fans dels seus artistes favorits de K-pop i anuncia els guanyadors mensuals. El premi va ser una donació a l’organització benèfica UNICEF en el seu nom. El 2019, va rebre una placa d’agraïment per part de la Cultural Conservation Society per haver realitzat buchaechum, un ball tradicional de fans coreans, durant els Melon Music Awards 2018 i haver ajudat a difondre el ball fora de Corea. A partir de 2021, Jimin ha superat el rànquing de reputació de marca per a ídols individuals de grups de nens durant 27 mesos consecutius.

## Filantropia
Des del 2016 fins al 2018, Jimin va donar suport als graduats de l'escola primària Busan Hodong, la seva alma mater, cobrint les despeses uniformes. Després de publicar la notícia del tancament de l'escola, va donar uniformes d'estiu i d'hivern als estudiants graduats finals i va regalar àlbums autògrafs a tota la plantilla. A principis del 2019, Jimin va donar 100 milions de won coreans (aproximadament 88.000 dòlars EUA) al Departament d’Ensenyament de Busan per ajudar a donar suport als estudiants amb menys ingressos. Del total, 30 milions d’euros (aproximadament 23.000 dòlars EUA) es van destinar a Busan Arts High School, l’alma mater de Jimin. El juliol de 2020, Jimin va donar altres 100 milions de won coreans, aquesta vegada a la Jeonnam Future Education Foundation, per a la creació d’un fons de beques per a estudiants amb talent però amb dificultats econòmiques de la província de Jeolla del Sud.

## Discografia
For Jimin's works with BTS, see BTS singles discography and BTS albums discography.
| Títol                                                                        | Any            | Arribades a les posicions de alistes | Arribades a les posicions de alistes | Arribades a les posicions de alistes | Arribades a les posicions de alistes | Arribades a les posicions de alistes | Arribades a les posicions de alistes | Arribades a les posicions de alistes | Arribades a les posicions de alistes | Arribades a les posicions de alistes | Arribades a les posicions de alistes | Sales                       | Album              |
| Títol                                                                        | Any            | CAN                                  | FRA Dig.                             | HUN                                  | NZ                                   | SCT                                  | KOR                                  | KOR                                  | UK                                   | US                                   | US World                             | Sales                       | Album              |
| Títol                                                                        | Any            | CAN                                  | FRA Dig.                             | HUN                                  | NZ                                   | SCT                                  | Gaon                                 | Hot 100                              | UK                                   | US                                   | US World                             | Sales                       | Album              |
| As lead artist                                                               | As lead artist | As lead artist                       | As lead artist                       | As lead artist                       | As lead artist                       | As lead artist                       | As lead artist                       | As lead artist                       | As lead artist                       | As lead artist                       | As lead artist                       | As lead artist              | As lead artist     |
| ---------------------------------------------------------------------------- | -------------- | ------------------------------------ | ------------------------------------ | ------------------------------------ | ------------------------------------ | ------------------------------------ | ------------------------------------ | ------------------------------------ | ------------------------------------ | ------------------------------------ | ------------------------------------ | --------------------------- | ------------------ |
| "Lie"                                                                        | 2016           | —                                    | —                                    | —                                    | —                                    | —                                    | 19                                   | —                                    | —                                    | —                                    | 3                                    | - KOR: 114,691              | Wings              |
| "Intro: Serendipity"                                                         | 2017           | —                                    | 93                                   | 19                                   | —                                    | 78                                   | 18                                   | 7                                    | —                                    | —                                    | 2                                    | - KOR: 114,128 - US: 10,000 | Love Yourself: Her |
| "Filter"                                                                     | 2020           | 88                                   | —                                    | 6                                    | —                                    | 46                                   | 15                                   | 9                                    | 100                                  | 87                                   | 3                                    | - US: 17,000                | Map of the Soul: 7 |
| "—" denotes releases that did not chart or were not released in that region. |                |                                      |                                      |                                      |                                      |                                      |                                      |                                      |                                      |                                      |                                      |                             |                    |

### Altres cançons
| Year | Title                                            | Format                      | Notes                                                             |  |
| ---- | ------------------------------------------------ | --------------------------- | ----------------------------------------------------------------- |  |
| 2014 | "95 Graduation" by Jimin & V                     | Digital download, streaming | Cançó de graduació per dos BTS membres.                           |  |
| 2014 | "Christmas Day" by Jimin & Jungkook              | Digital download, streaming | Cover en coreà de la cançó "Mistletoe" de Justin Bieber           |  |
| 2017 | "We Don't Talk Anymore Pt.2" by Jimin & Jungkook | Digital download, streaming | Cover de "We Don't Talk Anymore" by Charlie Puth and Selena Gomez |  |
| 2018 | "Promise" (약속; Yaksok)                         | Digital download, streaming | N/A                                                               |  |
| 2020 | "Christmas Love"                                 | Digital download, streaming | N/A                                                               |  |

### Crèdits en escriptura
All song credits are adapted from the Korea Music Copyright Association's database, unless otherwise noted.
| Year | Artist           | Album                                     | Song                        |
| ---- | ---------------- | ----------------------------------------- | --------------------------- |
| 2013 | BTS              | 2 Cool 4 Skool                            | "Outro: Circle Room Cypher" |
| 2014 | Jimin & Jungkook | Non-album release                         | "Christmas Day"             |
| 2015 | BTS              | The Most Beautiful Moment in Life, Part 1 | "Boyz with Fun"             |
| 2016 | BTS              | Wings                                     | "Lie"                       |
| 2018 | Jimin            | Non-album release                         | "Promise"                   |
| 2020 | BTS              | Map of the Soul: 7                        | "Friends"                   |
| 2020 | BTS              | Non-album release                         | "In the Soop"               |
| 2020 | BTS              | Be                                        | "Dis-ease"                  |
| 2020 | Jimin            | Non-album release                         | "Christmas Love"            |

## Filmografia

### Tráilers i curtmetratges
| Year | Title                | Length | Director(s)                           | Ref. |
| ---- | -------------------- | ------ | ------------------------------------- | ---- |
| 2016 | "Lie #2"             | 2:33   | Yong-seok Choi (Lumpens)              |      |
| 2017 | "Intro: Serendipity" | 2:31   | Yong-seok Choi & Won-ju Lee (Lumpens) |      |

### Televisió
| Year | Network | Program          | Note(s)          | Ref. |
| ---- | ------- | ---------------- | ---------------- | ---- |
| 2016 | MBC     | Show! Music Core | with Jungkook    |      |
| 2016 | Mnet    | M Countdown      | with Jin         |      |
| 2017 | Mnet    | M Countdown      | with RM & J-Hope |      |